# Gloria Mbaika Mulei
Gloria Mbaika Mulei (* 28. September 2000 im Kitui County) ist eine kenianische Weit- und Dreispringerin.

## Sportliche Laufbahn
Gloria Mulei wuchs als jüngstes von zehn Geschwistern in einem Dorf im Kitui County auf. Sie besuchte die fünfte Klasse der Grundschule in Mutulu, als sie mit dem Sprungsport begann. Später setzte sie ihre Schulbildung an der Kwanthanze Secondary School in Machakos fort und trat bei den Wettkämpfen der Kenya Secondary Schools Sports Association (KSSSA) an. Da sie für ihre Sportarten keinen geeigneten Trainer fand, brachte sie sich die Technik hauptsächlich mit Hilfe von Youtube-Videos bei. Später übernahm die ehemalige Athletin Caroline Kola ihr Training.
Erste internationale Erfahrungen sammelte Gloria Mulei 2017 bei den U18-Weltmeisterschaften in Nairobi, bei denen sie im Weitsprung mit 5,67 m den 13. Platz belegte, während sie im Dreisprung mit 12,46 m auf Rang neun landete. Im Jahr darauf nahm sie an den U20-Weltmeisterschaften in Tampere teil und schied dort mit 12,29 m in der Qualifikation aus. 2019 erreichte sie bei den Afrikaspielen in Rabat mit 13,00 m den sechsten Platz im Dreisprung und wurde im Weitsprung mit 5,38 m 17.
2018 und 2019 wurde Mulei kenianische Meisterin im Dreisprung. Dabei stellte sie jeweils einen neuen kenianischen Rekord auf, zunächst brach sie 2018 mit 12,97 m den 2001 von Caroline Kola aufgestellten Rekord (12,91 m). Im folgenden Jahr verbesserte sie ihn auf 13,05 m.

## Persönliche Bestleistungen
- Weitsprung: 5,91 m, 21. August 2019 in Nairobi
- Dreisprung: 13,05 m, 22. Juni 2019 in Nairobi